# Leptopenus solidus
Leptopenus solidus är en korallart som beskrevs av Keller 1977. Leptopenus solidus ingår i släktet Leptopenus och familjen Micrabaciidae. Inga underarter finns listade i Catalogue of Life.